# Storia della letteratura latina (III - IV secolo)
Con letteratura latina del periodo 192 - 395 si intende un periodo della storia della letteratura latina il cui inizio è convenzionalmente fissato alla morte dell'Imperatore romano Commodo (nel 192 d.C.) e la cui fine è identificata con la morte dell'Imperatore Teodosio I, ultimo a regnare su un impero unificato (nel 395 d.C.). Faceva parte del cosiddetto periodo della decadenza, chiamato anche imperiale.

## Produzione

### Poesia
Uno dei maggiori poeti dell'epoca fu Decimo Magno Ausonio. Le sue opere sono solo oggi lodate dai critici contemporanei, ma al tempo di Ausonio erano considerate poco originali pur essendo scritte in modo scorrevole e chiaro: per questo non rientra tra i più apprezzati autori della letteratura latina. Il poema Mosella, minuzioso resoconto di viaggio in versi, è considerato da molti il suo capolavoro, ma ha scritto anche molti epigrammi in memoria dei parenti defunti e epitaffi, come i Parentalia. Scrisse inoltre un'orazione dedicata a Graziano, lettere in versi e in prosa che furono dirette e redatte da Paolino di Nola e diverse altre cose in diversi altri generi.
Tra i panegiristi è da ricordare Claudio Mamertino, noto soprattutto per il panegirico che dedicò all'imperatore Giuliano per ringraziarlo per il conferimento del consolato, giuntoci incluso tra i Panegyrici latini.

### Storiografia e biografie storiche
L'opera storica di questo periodo di importanza maggiore fu senz'altro la Res gestae dello storico greco-siriano Ammiano Marcellino, che decise, dopo un lungo periodo di militanza come ufficiale dell'esercito, di trasferirsi a Roma, dove morì attorno all'anno 400. Nella Città Eterna scrisse il suo capolavoro Rerum gestarum libri XXXI, pervenutoci purtroppo in forma incompleta. Quest'opera, serena, imparziale, vibrante di profonda ammirazione per Roma e la sua missione civilizzatrice, costituisce un documento di eccezionale interesse, dato il delicato e tormentato momento storico preso in esame (dal 354 al 378, anno della battaglia di Adrianopoli).
È da menzionare, inoltre, tra gli epitomatori anche Eutropio, autore del Breviarium ab Urbe condita. L'opera, in dieci libri, è un compendio della storia romana, dalla fondazione della città fino alla morte di Gioviano, avvenuta nel 364. L'attenzione dell'autore è concentrata più agli avvenimenti di politica estera, alle campagne e alle guerre di conquista, che alla politica interna. Gli ultimi quattro libri, dedicati alle vicende imperiali, offrono, però, interessanti ritratti dei sovrani. Le fonti utilizzate da Eutropio sono varie: da Tito Livio e Svetonio, fino a cronache a noi non pervenute e ai ricordi personali dell'autore. Lo stile, generalmente imparziale, è semplice e chiaro, rendendo l'opera accessibile a tutti e contribuendo al suo enorme successo. Essa, infatti, non soltanto fu usata come testo di iniziazione al latino nelle scuole (come ancora oggi accade), ma suscitò tanto interesse che fu ampliata a più riprese (fino all'età di Giustiniano da Paolo Diacono e, successivamente, fino al tempo di Leone l'Armeno da Landolfo Sagace nella Historia Miscella) e ne vennero eseguite traduzioni anche in greco (quella di Capitone Licio è perduta, mentre rimane pressoché completa quella di Peanio).
Per quanto riguarda il genere delle biografie storiche è senz'altro da menzionare la Historia Augusta, una raccolta di biografie di imperatori e usurpatori romani comprendente l'arco di tempo che va da Adriano a Numeriano. Sia pur con qualche considerevole lacuna, fra le quali si segnala per estensione quella relativa agli anni 244-253, essa è l'unica fonte letteraria continua per questo periodo, il cui contenuto coincide a volte con quello di epigrafi e di altro materiale documentario pervenutoci e quindi, pur con tutti i suoi limiti, è di interesse considerevole. Pur sembrando che la Historia Augusta sia un insieme di vite redatta da sei scrittori differenti - rispondenti ai nomi di Elio Sparziano, Giulio Capitolino, Vulcacio Gallicano, Elio Lampridio, Trebellio Pollione e Flavio Vopisco - indirizzata a cesari e imperatori dell'età dioclezianeo-costantiniana, come si evince dalle dediche, tuttavia una serie di incongruenze, anacronismi, falsificazione di dati, termini tecnico-amministrativi e nomi di personaggi riconducibili e in auge in epoche più tarde, dà adito a una serie di perplessità e forti dubbi non soltanto sulla paternità dell'opera stessa, ma anche sull'attendibilità del suo contenuto, sui destinatari dell'opera e conseguentemente sulla data di composizione. La maggioranza degli studiosi moderni ritiene che i nomi dei sei Scriptores fossero tutti fittizi e che il lavoro fosse stato composto da un singolo autore, all'epoca di Teodosio I. L'opera, nel complesso, si presenta come cronaca della vita, soprattutto privata, degli imperatori, aderendo al modello svetoniano, a cui si era già ispirato Mario Massimo, discostandosene quest'ultimo per aver messo in netta preminenza, rispetto al dato storico a cui invece si atteneva Svetonio, il lato privato e domestico, il pettegolezzo di corte, fine a sé stesso, sino alla calunnia: in merito vedasi il trattamento, per aver tolto ai senatori il comando delle legioni affidandolo al ceto equestre, riservato a Gallieno, buon imperatore secondo altre fonti. Pertanto l'autore (o gli autori) della Historia Augusta pur prendendo le mosse da Svetonio, nello sviluppo delle argomentazioni fa riferimento, si basa e segue Mario Massimo, citato come fonte ben 18 volte e della cui opera non ci rimane altro. L'opera è espressione dell'opposizione senatoria all'istituto imperiale del quale si dà una rappresentazione ora banalizzata, con l'indugiare su particolari a volte esageratamente falsi e in ogni caso tendenziosi, che riguardano la vita privata dei singoli imperatori, ora un resoconto a fosche tinte con descrizioni aventi per oggetto la crudelitas, l'ebrietas e tutta la sequela delle umane aberrazioni. La controprova che il filo conduttore dell'opera sia da ricercare nell'avversione all'istituto imperiale sta nel fatto che pochi imperatori, come Settimio Severo e Marco Aurelio Probo sono oggetto di lodi, lodi che danno agli autori (o all'autore) occasione di parlare di un ritorno dei vecchi tempi, sotto forma di laudatio temporis acti (rimpianto del tempo passato), di quella res publica romana dei tempi d'oro, quando a decidere delle sorti dello stato era la prestigiosa classe senatoria e non il capriccio o l'estrosità, come spesso è dato leggere in quest'opera, degli odiati imperatori: sotto i sopra detti imperatori, lodati per il loro comportamento deferente nei confronti del senato, persino i rigidi appartenenti alla gens Catoniana, dice l'autore della Historia Augusta, sarebbero stati lieti di vivere.

## Principali autori del periodo

### Ammiano Marcellino

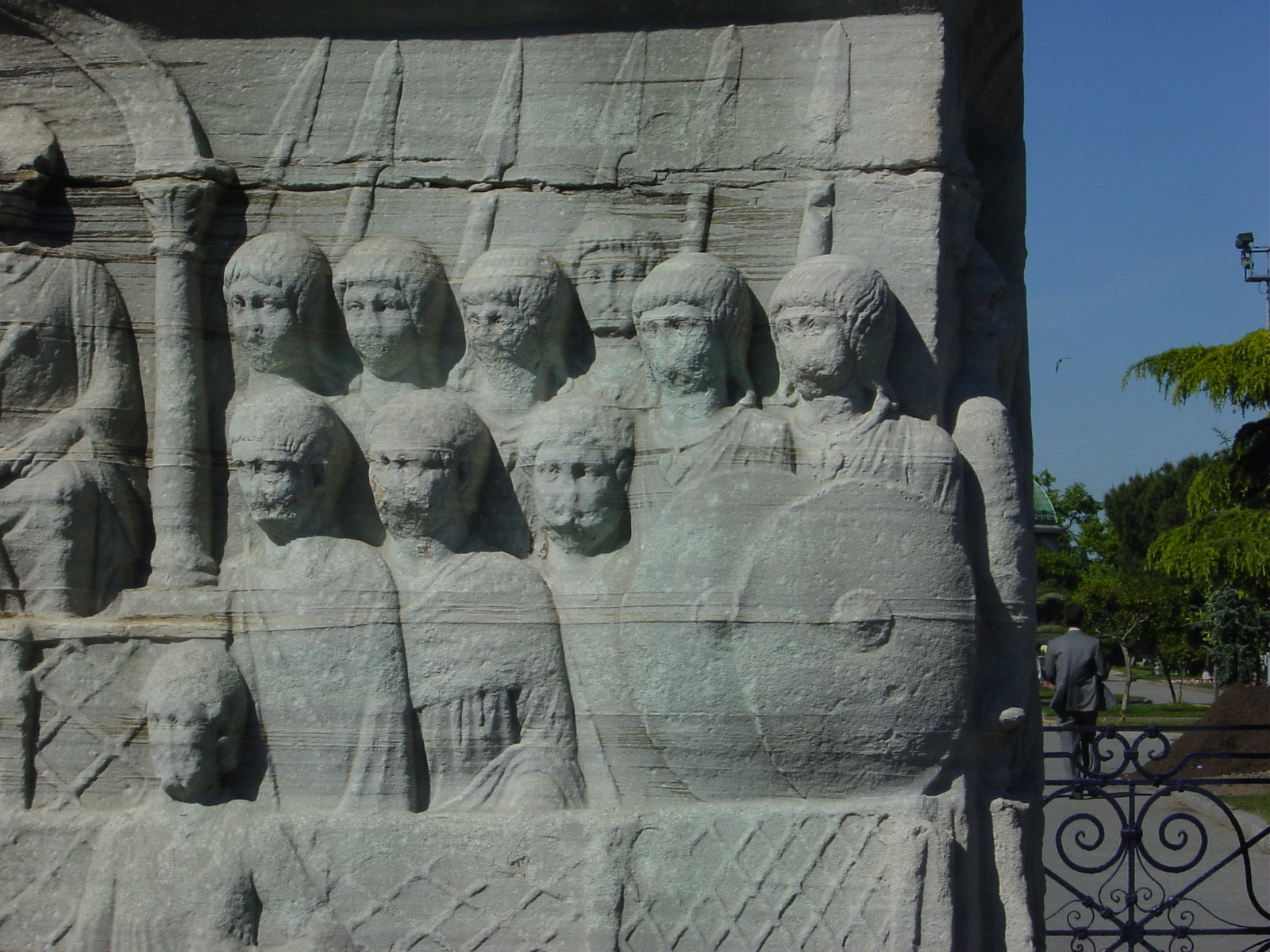
Obelisco di Teodosio: alti ufficiali con un torque che riporta un emblema a forma di cuore. Nella Notitia dignitatum degli emblemi simili sono riportati sugli scudi dei protectores domestici, di cui Ammiano Marcellino era membro.

Non si conosce né la sua data di nascita né quella di morte con precisione. Nato forse ad Antiochia, in Siria, in una zona in cui si parlava prevalentemente la lingua greca, intraprese la carriera militare. Pur autodefinendosi «Militare e greco» nelle sue Storie, allo stesso tempo si sentì sempre e profondamente romano, convinto come pochi altri della missione civilizzatrice di Roma e del suo impero. Fu testimone oculare, in quanto soldato, di numerosi avvenimenti bellici, come l'Assedio di Amida (359) ad opera dei Persiani di Sapore II, e la campagna sasanide di Giuliano. Lasciato definitivamente il servizio attivo nell'esercito risiedette ad Antiochia e in altre città dell'Oriente romano (fra cui, per un breve periodo, anche ad Atene), fino a quando, attorno al 380, si trasferì a Roma. Quivi trascorse il resto della sua esistenza, occupandosi della redazione del proprio capolavoro (Res Gestae) e della diffusione dei suoi contenuti mediante letture pubbliche, il cui successo provocò l'ammirazione di Libanio che, nella già citata epistola del 392, inviata da Antiochia, ebbe parole di elogio per lo storico. Non si conosce con certezza né il luogo né l'anno della morte di Ammiano. Secondo alcune fonti Ammiano sarebbe stato ancora in vita nel 397, anno in cui, verosimilmente, terminò di scrivere le Res Gestae,, secondo altre, non sarebbe probabilmente deceduto prima del 400.
I libri della sua storia giunti fino a noi riguardano gli anni 353 - 378 e costituiscono la fonte più affidabile ed importante del periodo in essa esaminato. Tale opera, nota sia con il titolo latino di Res Gestae (da non confondere tuttavia con le Res gestae divi Augusti) sia con quello di Storie, fu scritta dopo il trasferimento dello storico a Roma agli inizi degli anni ottanta del IV secolo e divulgata tramite letture pubbliche, come già si è accennato, nel decennio successivo. In essa venivano prese in esame le vicende dell'impero romano dall'ascesa di Nerva (96) alla morte di Valente nella Battaglia di Adrianopoli (378). Tale Storia, nelle intenzioni dell'autore, doveva costituire la continuazione del lavoro portato a termine circa tre secoli prima da Tacito. Le Rerum Gestarum Libri XXXI si articolavano originalmente, come appare evidente dal titolo, in trentuno libri, ma i primi tredici sono andati perduti. I rimanenti diciotto libri riguardano il periodo compreso dal 353 al 378. Nell'insieme è stata ed è tuttora considerata un'opera di eccezionale valore storico e documentario e un resoconto libero, completo ed imparziale degli eventi, scritti da un protagonista dotato di onestà intellettuale, preparazione militare, giudizio indipendente e ampie letture. Gli studi recenti hanno anche messo in luce la forza retorica della sua narrazione.
Benché Ammiano fosse un pagano, egli, nella sua opera, scrive del Cristianesimo senza alcuna animosità. Lo stile di Ammiano, molto elaborato, spesso ricercato, e non sempre di agevole interpretazione, presenta tuttavia, come si è già accennato, un notevole vigore retorico e una grande espressività. Dobbiamo a tale proposito ricordare che la sua opera era stata progettata per una pubblica lettura e che questa richiedeva spesso l'uso dei necessari abbellimenti retorici, anche a scapito, talvolta, della linearità narrativa. Alcune costruzioni e locuzioni utilizzate da Ammiano tradiscono inoltre lingua e formazione elleniche. Ammiano, benché militare di carriera, è riuscito ad analizzare con notevole spirito critico i problemi sociali ed economici che travagliavano il mondo romano del tempo. Il suo approccio verso le popolazioni non-Romane dell'impero è stato generalmente contraddistinto da una maggiore tolleranza e flessibilità di quello di altri storici che lo avevano preceduto. Di grande interesse risultano le sue digressioni sui vari paesi visitati sia come militare, sia come privato cittadino, dopo aver lasciato, all'età di circa quarant'anni, il servizio attivo nell'esercito.

### Decimo Magno Ausonio
Ausonio nacque verso il 310, sotto Costantino, in un periodo di tranquillità politica dopo i lunghi conflitti per il potere. Cominciò gli studi a Bordeaux, dove imparò a leggere e a scrivere e apprese la storia dal maestro Stafilio e l'erudizione dai libri di Varrone. Ebbe sempre difficoltà con il greco. Tredicenne, passò a Tolosa alla scuola dello zio materno Arborio, che era allora la gloria della sua famiglia, per impararvi la retorica e l'eloquenza.. Esercitò in primo tempo l'avvocatura, poi a trent'anni insegnò retorica nella scuola che aveva frequentato nell'infanzia. Il suo allievo più noto fu Ponzio Anicio Meropio Paolino, futuro vescovo di Nola, al quale indirizzerà in tarda età, dopo il 390, tre epistole in versi nelle quali sconsigliò a Paolino di dedicarsi alla vita contemplativa.
Ausonio era considerato uno degli uomini più dotti della sua epoca; così nel 365 d.C. l'imperatore Valentiniano I dopo trent'anni d'insegnamento lo chiamò a Roma come precettore del figlio Graziano. Per riconoscenza verso il maestro, Graziano lo insignì dei più alti titoli e dei maggiori onori. Nel 379 infatti Ausonio divenne console con Quinto Clodio Ermogeniano Olibrio. Prese parte alla campagna militare contro gli Alamanni e ottenne come premio una giovane sueba chiamata Bissula, alla quale dedicò successivamente un'opera poetica.
Morto Graziano nel 383, Ausonio tornò a Burdigala, conducendo una vita appartata e dedicandosi agli studi. A questo periodo si fa risalire la sua conversione alla religione cristiana, secondo alcuni avvenuta invece durante il soggiorno a Treviri. Tuttavia questa conversione fu probabilmente solo un fatto superficiale e formale: radici troppo profonde avevano lasciato in lui la tradizione pagana della famiglia e la vasta cultura classica. Morì nella sua città natale attorno al 395.
Tra le opere principali:
- Mosella
- Parentalia
- Ordo urbium nobilium
- Efemeride

### Ambrogio
Fortemente legata all'attività pastorale di Ambrogio fu la sua produzione letteraria, spesso semplice frutto di una raccolta e di una rielaborazione delle sue omelie e che quindi mantengono un tono simile al parlato. Per il suo stile dolce e misurato del suo parlato e della sua prosa, Ambrogio venne definito «dolce come il miele» e tra i suoi attributi compare perciò un alveare.
Oltre la metà dei suoi scritti è dedicata all'esegesi biblica, che egli affronta seguendo un'interpretazione prevalentemente allegorica e morale del testo sacro (in particolare per quanto riguarda l'Antico Testamento): ad esempio, ama ricercare nei patriarchi e nei personaggi biblici in generale figure di Cristo o esempi di virtù morali. Fu proprio questo metodo di lettura della Bibbia ad affascinare Sant'Agostino e a risultare determinante per la sua conversione (come egli scrisse nelle Confessioni V, 14, 24). Secondo Gérard Nauroy, «per Ambrogio l'esegesi è un modo fondamentale di pensare piuttosto che un metodo o un genere: [...] ormai egli "parla la Bibbia", non più con la giustapposizione di citazioni dagli stili più diversi, ma in un discorso sintetico, eminentemente allusivo, "misterico" come la Parola stessa». Tra le opere esegetiche spiccano l'esauriente commento al Vangelo di Luca (Expositio evangelii secundum Lucam) e l'Exameron (dal greco "sei giorni").
Un altro gruppo significativo consiste nelle opere di argomento morale o ascetico, tra le quali risalta il De officiis ministrorum (talvolta abbreviato in De officiis), un trattato sulla vita cristiana rivolto in particolare al clero ma destinato a tutti i fedeli. L'opera ricalca l'omonimo scritto di Cicerone, che si proponeva come manuale di etica pratica indirizzato al figlio (cui è dedicato) rivolto soprattutto a questioni politico-sociali. Ambrogio riprende il titolo (indirizzando l'opera ai suoi "figli" in senso spirituale, cioè il clero e il popolo di Milano), la struttura (il libro è ripartito in tre libri, dedicati all'honestum, all'utile e al loro contrasto risolto nell'identificazione tra i due) e alcuni elementi contenutistici (tra i quali i principi della morale stoica, come il dominio della razionalità, l'indipendenza dai piaceri e dalla vanità delle cose, la virtù come sommo bene). Questi elementi sono rivisti con originalità in chiave cristiana: agli exempla tratti dalla storia e dalla mitologia classica, Ambrogio sostituisce ad esempio storie ed esempi tratti dalla Bibbia. Le virtù tradizionali vengono rilette cristianamente e accettate alla luce del Vangelo: la fides (lealtà) diventa la fede in Cristo, la prudenza include la devozione verso Dio, esempi di fortezza divengono i martiri. Alle virtù classiche si aggiungono le virtù cristiane: la carità (che già esisteva nel mondo latino, ora assume un significato più interiore e spirituale), l'umiltà, l'attenzione verso i poveri, gli schiavi, le donne.
Altre cinque opere sono dedicate alla verginità, specialmente quella femminile (De virginibus, De viduis, De virginitate, De instituzione virginis e Exhortatio virginitatis). Ambrogio esalta la verginità come massimo ideale di vita cristiana, sulla scia della tradizione cristiana da San Paolo («colui che sposa la sua vergine fa bene e chi non la sposa fa meglio», 1 Cor 7,38) fino al contemporaneo Girolamo, senza tuttavia negare la validità della vita matrimoniale. La scelta della verginità è ritenuta l'unica vera scelta di emancipazione per la donna dalla vita coniugale, in cui si trova subordinata.
Nel confronto con la società e gli ideali del mondo latino, Ambrogio accolse i valori civili della romanità con l'intento di dare ad essi nuovo significato all'interno della religione cristiana. Nella visione di Ambrogio inoltre potere e dell'autorità, intesi come servizio («Libertà è anche il servire», Lettera 7), dovevano essere sottomessi alle leggi di Dio. Di fronte al dispotismo e alla dissolutezza che avevano caratterizzato il comportamento di non pochi imperatori romani, Ambrogio vide nel cristianesimo una possibilità per "redimere" il potere imperiale e renderlo giusto e clemente. Nella sua idea, infatti, il cristianesimo avrebbe dovuto sostituire il paganesimo nella società romana senza per questo negare e distruggere le istituzioni imperiali («Voi [pagani] chiedete pace per le vostre divinità agli imperatori, noi per gli stessi imperatori chiediamo pace a Cristo», Lettera 73 a Valentiniano II), ma anzi dando ai valori romani la nuova linfa offerta dalla morale cristiana. Ambrogio richiamò infine la società romana nella quale era sempre più accentuato il divario tra ricchi e poveri; alla sperequazione economica, Ambrogio contrapponeva infatti la morale del Vangelo e della tradizione biblica.
Per Ambrogio era fondamentale la storia di Israele come popolo eletto: da qui la grande presenza dell'Antico Testamento nel rito ambrosiano, le numerosissime sue opere di commento agli episodi della storia ebraica, la conservazione della sacralità del sabato, ecc. Tuttavia, come era comune nel cristianesimo dei primi secoli, forte era anche la volontà di mostrare l'originalità cristiana rispetto alla tradizione giudaica (che non aveva riconosciuto Gesù come Messia) e di affermare l'indipendenza e le prerogative della Chiesa nascente.
Sebbene non si possa parlare di una mariologia vera e propria (intesa come pensiero sistematico), sono numerosi nell'opera di Ambrogio i riferimenti a Maria: spesso, quando si presenta l'occasione, egli si rifà alla sua figura e al suo esempio. La sua venerazione per Maria nasce soprattutto dal ruolo attribuitole nella storia della salvezza. Maria è infatti madre di Cristo, e dunque modello per tutti i credenti che, come lei, sono chiamati a "generare" Cristo. Ambrogio difende strenuamente la verginità di Maria, soprattutto in relazione al mistero di Cristo: egli infatti, proprio perché nato da vergine, non ha contratto il peccato originale. Maria è anche la prima donna a cogliere i "frutti" della venuta di Cristo. Maria è inoltre modello di virtù morali e cristiane, in primo luogo per le vergini («Nella vita di Maria risplende la bellezza della sua castità e della sua esemplare virtù») ma anche per tutti i fedeli; di lei vengono esaltate la sincerità (la verginità «di mente»), l'umiltà, la prudenza, la laboriosità, l'ascesi.

### Tertulliano
Tertulliano nacque a Cartagine verso la metà del II secolo (intorno al 155) da genitori pagani (patre centurione proconsulari, figlio di un centurione proconsolare) e, dopo essere stato verosimilmente iniziato ai misteri di Mitra, compì gli studi di retorica e diritto nelle scuole tradizionali imparando il greco. Visse durante l'impero di Settimio Severo e Caracalla. Dopo aver esercitato la professione di avvocato dapprima in Africa e in seguito a Roma, ritornò nella città natale e probabilmente verso il 195, dopo una giovinezza dissipata, si convertì al Cristianesimo, attratto forse dall'esempio dei martiri (Cfr. Apol. 50,15; Ad Scap. 5,4) Nel 197 scrisse la sua prima opera, Ad nationes ("Ai pagani").
È il primo teologo sistematico di lingua latina. Importantissima risulta storicamente e dogmaticamente la sua opera De praescriptione haereticorum, in cui egli giunge alla conclusione fondamentale che è inutile disputare con gli eretici sulla base della Scrittura, poiché essi continueranno a loro volta a fare lo stesso. La regula fidei contiene l'interpretazione autorevole della Scrittura ed essa è trasmessa integralmente e fedelmente solo dove sussiste la successione apostolica, cioè dai vescovi legittimi, appartenenti all'unica Chiesa cattolica e ortodossa. Ruolo primaziale nella conservazione dell'autentico deposito della fede lo ha la sede vescovile di Roma.
Presi gli ordini sacerdotali, adottò posizioni religiose molto intransigenti e nel 213 aderì alla setta religiosa dei montanisti, nota proprio per la sua intransigenza e il suo fanatismo. Anche nel periodo montanista, per Tertulliano la Chiesa è sempre "Madre". Negli ultimi anni della sua vita abbandonò il gruppo per fondarne uno nuovo, quello dei Tertullianisti. Quest'ultima setta era ancora esistente all'epoca di Sant'Agostino, che riferisce di averla fatta rientrare nell'alveo dell'ortodossia. Le ultime notizie che si possiedono su Tertulliano risalgono al 220. La sua morte si data dopo il 230.
Sono pervenute trenta opere teologiche e polemiche contro i pagani, contro gli avversari religiosi e contro i cristiani che non condividevano le sue tesi. È considerato un grande teologo cristiano e introduce la teologia trinitaria attraverso una terminologia latina rigorosa. Come Dio è unico e distinto in Persone divine che sono "relazioni sussistenti", il Padre, il Figlio e lo Spirito Santo, allo stesso modo ogni uomo partecipa alla natura umana ma è distinto nella sua dignità di persona. Questo è il germe che distruggerà le disuguaglianze "pagane" e permetterà l'invenzione cristiana degli Ospedali.
Tertulliano è un grande teorico e un acuto pensatore che assume un posto di rilievo nel panorama letterario del suo tempo.
È attribuita a Tertulliano la famosa locuzione latina Credo quia absurdum. In realtà la frase esatta è «Natus est Dei Filius; non pudet, quia pudendum est: et mortuus est Dei Filius; prorsus credibile est, quia ineptum est» (De Carne Christi) che si traduce in: «Nato Figlio di Dio; non si vergogna, perché v'è da vergognarsi: e il Figlio di Dio è morto: che è del tutto credibile, poiché è del tutto incredibile». Degna di nota è la sua affermazione: “Caro salutis est cardo”, “la carne è il cardine della salvezza”.
Come molti pensatori del tempo anche Tertulliano era contrario alla pratica della contraccezione, celebre è infatti il principio da lui esposto secondo il quale: "Impedire la nascita di un bambino significa commettere un omicidio anticipato".
Tertulliano usa nei suoi scritti un linguaggio specificamente tecnico preso dal gergo avvocatizio e costruisce i periodi in modo volutamente irregolare, con interrogazioni, esclamazioni, battute ad effetto, giochi di parole, anastrofe, metafore, così da rendere più incisivo il discorso. Lo stile è veemente, polemico e aspro.

### Altri autori minori
- Domizio Ulpiano (170 – 228), giurista e ufficiale imperiale;
- Giulio Paolo Prudentissimo (II e III secolo), giurista e ufficiale imperiale;
- Elio Marciano (II e III secolo), giurista;
- Erennio Modestino (III secolo), giurista;
- Marco Minucio Felice (III secolo), apologista cristiano;
- Sesto Giulio Africano (III secolo), storico cristiano;
- Lucio Ampelio (III o IV secolo), educatore;
- Censorino (III secolo), storico, saggista;
- Quinto Gargilio Marziale (III secolo), orticoltore, farmacologo;
- Gaio Asinio Quadrato (III secolo), storico;
- Quinto Settimio Fiorente Tertulliano (160 – 220), "padre della letteratura latina cristiana", apologista;
- Tascio Cecilio Cipriano (ca. 200 – 258), retore, apologista e vescovo di Cartagine, martire e santo;
- Novaziano (200 – 258), teologo cristiano;
- Quinto Sereno Sammonico (fine II - inizi del III secolo), studioso ed educatore;
- Commodiano (III secolo), poeta;
- Lucio Cecilio Firmiano Lattanzio (240 – 320), retore, apologista cristiano e precettore;
- Ammiano Marcellino (325/330 – dopo 391), militare, ufficiale imperiale e storico;
- Claudio Claudiano (IV secolo), poeta di corte;
- Gaio Giulio Solino (III o IV secolo), scrittore, enciclopedista;
- Marco Aurelio Olimpio Nemesiano (attorno al 283), poeta;
- Aquila Romano (III secolo), retore;
- Eumenio di Autun (III secolo), educatore;
- Elio Festo Aftonio (III o IV secolo), grammatico;
- Calcidio (IV secolo), traduttore e commentatore;
- Gaio Mario Vittorino (IV secolo), filosofo, convertitosi in tarda età al Cristianesimo, apologista;
- Arnobio di Sicca (IV secolo), retore, convertitosi in tarda età al Cristianesimo, apologista;
- Cesare Flavio Valerio Aurelio Constantino Augusto (272 – 337), primo imperatore cristiano;
- Nazario (IV secolo), retorico, educatore;
- Gaio Giulio Vittore (IV secolo), retore;
- Gaio Vettio Aquilino Giovenco (IV secolo), poeta cristiano;
- Nonio Marcello (fine III - inizi del IV secolo), grammatico, lessicografo;
- Giulio Firmico Materno (IV secolo), scrittore, convertitosi al Cristianesimo;
- Elio Donato (IV secolo), grammatico, retore ed educatore;
- Sesto Aurelio Vittore (ca. 320 – 390), ufficiale imperiale e storico;
- Eutropio (IV secolo), ufficiale imperiale e storico;
- Rufio Festo (IV secolo), funzionario e storico;
- Emilio Magno Arborio (IV secolo), poeta, educatore ed amico della famiglia impariale;
- Decimo Magno Ausonio (ca. 310 – 395), poeta, retore, precettore, ufficiale ed amico della famiglia imperiale;
- Claudio Mamertino (IV secolo), ufficiale imperiale, panegirista;
- Ilario di Poitiers (IV secolo), teologo cristiano, vescovo di Poitiers e santo;
- Sant'Ambrogio (337/340 – 397), teologo cristiano, vescovo di Mediolanum e santo;
- San Lucifero (m. 370/371), teologo cristiano, vescovo di Sardegna;
- Priscilliano (m. 385), teologo, prima persona ad essere messa a morte per eresia;
- Flavio Sosipatro Carisio (IV secolo), grammatico;
- Diomede Grammatico (IV secolo), grammatico;
- Postumio Rufio Festo Avienio (IV secolo), ufficiale imperiale, poeta e traduttore;
- Rutilio Tauro Emiliano Palladio (375/450), autore di un'opera sulle tecniche di agricoltura;
- Anonimo Valesiano (IV secolo per l'Origo), biografo